# Stanjinac
Stanjinac (en serbe cyrillique : Стањинац) est un village de Serbie situé dans la municipalité de Knjaževac, district de Zaječar. Au recensement de 2011, il comptait 53 habitants.

## Géographie

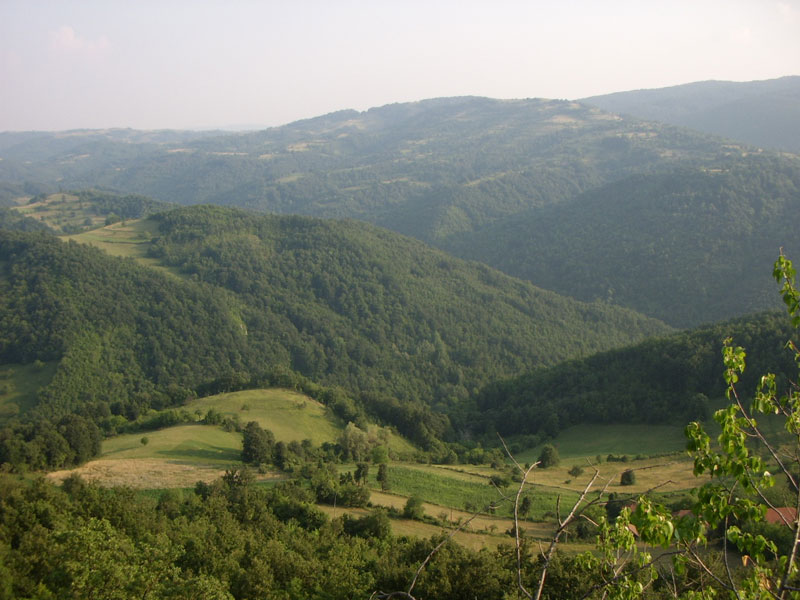
Les alentours de Stanjinac

Stanjinac est situé dans les monts de la Stara planina.

## Démographie
| 1948 | 1953 | 1961 | 1971 | 1981 | 1991 | 2002 | 2011 |
| ---- | ---- | ---- | ---- | ---- | ---- | ---- | ---- |
| 762  | 707  | 614  | 506  | 289  | 156  | 95   | 53   |

|  |